# Ancia doppia

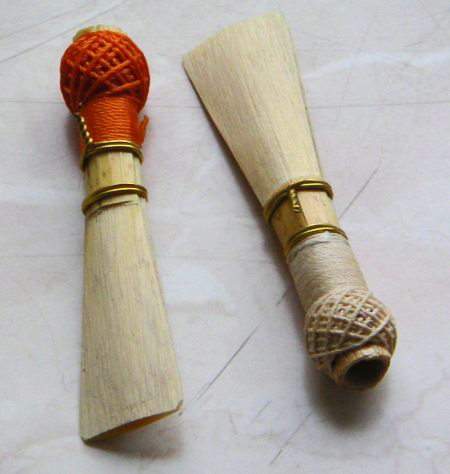
Ance doppie per fagotto

Un'ancia doppia è un particolare tipo di ancia usato per suonare diversi strumenti a fiato, come oboi e fagotti. Il termine ancia doppia deriva dalla presenza di due lamelle di canna che vibrano l'una contro l'altra, a differenza dell'ancia semplice in cui una sola lamella vibra contro un supporto di metallo (o resina, o altri materiali).

## Costruzione
La canna maggiormente utilizzata per la costruzione di ance doppie viene ricavata dal fusto delle piante che si trovano nelle vicinanze di fiumi e mari. Arundo donax. Vengono però realizzate ance anche in materiale sintetico.
Per le ance del fagotto la canna viene prima spaccata in lunghezza e poi lavorata fino allo spessore desiderato.
I due pezzi di canna vengono quindi tagliati nella giusta forma e "snelliti" nella parte centrale. Vengono infine incurvati all'estremità per formare le due lamelle. La parte non profilata viene sagomata a forma di tubo con l'aiuto di un mandrino e, una volta uniti i due pezzi, viene mantenuta in posizione da tre fili metallici opportunamente sistemati. Viene poi aggiunto un ulteriore "ricamo" di sostegno. L'interno e l'esterno dell'ancia così ottenuta vengono raschiati con un'apposita lama eliminando eventuali parti in eccesso. L'ancia è così pronta per essere sistemata sulla esse.
La costruzione delle ance doppie per la famiglia degli oboi è simile alla precedente: anch'esse vengono realizzate a partire da due pezzi di legno legati insieme per formare due aperture ad entrambe le estremità. Ma poiché l'oboe non usa la esse, il legno deve essere unito ad un tubo di metallo, la cui parte inferiore è solitamente circondata da un pezzo di sughero.
Il corno inglese e l'oboe d'amore non hanno bisogno del sughero in quanto utilizzano una esse come il fagotto e il controfagotto.
Ci sono molte differenze tra i diversi tipi di ancia doppia, in particolare per quanto riguarda le dimensioni.
In particolare quelle utilizzate dal fagotto sono più larghe e corte rispetto a quelle utilizzate per l'oboe.